# Shingeki no Kyojin: Lost Girls
Attack on Titan: Lost Girls (進撃の巨人 LOST GIRLS?) es una novela japonesa escrita por Hiroshi Seko. El libro es una novela gráfica spin-off de la serie de manga Attack on Titan de Hajime Isayama.

## Contenido de la obra

### Novela
La novela está basada en dos cortas novelas visuales de Nitroplus que fueron incluidas en los volúmenes 3 y 6 del anime de Attack on  Titan en Blu-ray. La primera, Lost in the Cruel World, fue lanzada el 18 de septiembre de 2013 y la segunda, Wall Sina, Goodbye, el 18 de diciembre de 2013. Ambas novelas visuales están escritas por Seko.
La novela está escrita por Hiroshi Seko y consta de tres historias cortas, tituladas “Lost in the cruel world”, “Wall Sina, Goodbye” y “Los Girls”. En España ha sido licenciada por Norma Editorial con el título de Attack on Titan: Lost Girls.

### Manga
Una adaptación a manga realizada por Ryōsuke Fuji fue serializada en la revista Bessatsu Shōnen Magazine desde el 9 de agosto de 2015 hasta el 9 de mayo de 2016, siendo recopilada en 2 volúmenes. En España, al igual que la novela, ha sido licenciada por Norma Editorial.